# Kloster Gerdauen
Das Kloster Gerdauen war eine Niederlassung des Dominikanerordens in Gerdauen, heute Schelesnodoroschny, im Ordensland Preußen vom 15. bis zum 16. Jahrhundert.

## Lage
Das Kloster lag wahrscheinlich im südlichen Teil der Stadt, da sich an der davon ausgehenden Straße eine Mönchenbrücke bis 1868 befand. Überreste sind heute nicht bekannt. Die Stadt Gerdauen lag im östlichen Teil des Staates des Deutschen Ordens und befindet sich heute in der Oblast Kaliningrad an der Grenze zu Polen.

## Geschichte
Am 11. April 1407 stiftete der Hochmeister des Deutschen Ordens 50 Mark für die Predigermönche zur Gründung eines Klosters in Nordenburg (heute Krylowo). 1409 wurde dieses erstmals als bestehend erwähnt.
1428 wurde das Kloster auf Anordnung des Hochmeisters Paul von Rusdorf in das benachbarte Gerdauen verlegt, da sich der Prior über die abgelegene Lage (in der wiltnisse) beklagt hatte. Über das Leben und die Wirtschaftsweise des Klosters sind nur wenige Zeugnisse erhalten. Es gehörte zur polnischen Ordensprovinz in der preußischen Kontrata (Teilprovinz). Es wurde von einem Prior geleitet. Das Kloster war recht klein, es befand sich in der kleinsten Stadt Preußens mit einem Kloster. Es erhielt Stiftungen von Rittern der Umgebung und testamentarische Schenkungen von Bürgern aus Gerdauen und Friedland, dazu wurden Almosen gesammelt, einige Mönche sollen zum Betteln bis in das Samland und nach Memel gelangt sein. Terminierhäuser sind nicht bekannt.
Im 15. Jahrhundert unterstellte sich das Kloster zeitweise der Observanzkongregation in Holland, wurde aber im 16. Jahrhundert wieder als zur polnischen Ordensprovinz gehörend erwähnt. Von 1518 sind die letzten Nachrichten über das Kloster bekannt. Es wurde wahrscheinlich im Zuge der Reformation in Preußen um 1525 aufgelöst.
1567 wurden die Brüder Dietrich und Wilhelm von Schlieben von Herzog Albrecht gezwungen, Besitz des Klosters herauszugeben.